# You Need to Calm Down
"You Need to Calm Down" là một bài hát của nữ ca sĩ kiêm sáng tác âm nhạc người Mỹ Taylor Swift. Bài hát được phát hành vào ngày 14 tháng 6 năm 2019, dưới dạng đĩa đơn thứ hai từ album phòng thu thứ bảy của cô, Lover. Swift sáng tác và sản xuất bài hát cùng Joel Little, người đã đồng sáng tác và sản xuất cùng cô đĩa đơn trước đó "ME!". "You Need to Calm Down" là một bản electropop và synth-pop nhịp độ nhanh, kết hợp phần điệp khúc có tiếng vọng "oh-oh" lớn dần, với nội dung nhắc đến những người kì thị thiên hướng tính dục thiểu số và những chỉ trích về phía Swift trong bài hát. Một video lời bài hát cho bài hát được phát hành vào ngày 14 tháng 6 năm 2019, trong khi video âm nhạc chính thức của bài hát được phát hành ngày 17 tháng 6 cùng năm. Bài hát mở đầu tại vị trí quán quân ở Scotland, vào top 5 ở các nước Australia, Canada, Ireland, Malaysia, New Zealand, Anh Quốc và Hoa Kỳ.

## Ra mắt khán giả
Tiêu đề của bài hát vốn đã được tiết lộ ở MV trước đó của cô là "ME!"
Ngày 13 tháng 6 năm 2019, Swift đã thông báo trong một đoạn video trên Instagram rằng đĩa đơn tiếp theo của cô mang tên "You Need To Calm Down", sẽ được phát hành vào nửa đêm EDT vào ngày 14 tháng 6 (04:00 UTC).
Một video lyric cho bài hát đã được phát hành cùng với bài hát trên YouTube. Với một số chi tiết đáng chú ý được Swift thể hiện, bao gồm thay đổi từ "vui mừng" thành GLAAD và làm nổi bật các chữ cái "EA" để tham chiếu đến Đạo luật Bình đẳng. Các tài liệu tham khảo theo sau sự đóng góp của Swift cho GLAAD để hỗ trợ LGBT Pride và một bản kiến nghị cho Thượng Viện Hoa Kỳ trên Change.org về Đạo luật Bình Đẳng.

## Video âm nhạc
Trước khi tung video chính thức cho bài hát, Swift đã tung một video lyric vào ngày 14 tháng 6 năm 2019.
Ngày 17 tháng 6 năm 2019, Video Âm nhạc được phát hành sau buổi ra mắt trên Chương trình Good Morning America. MV được được đạo diễn bởi Drew Kirsch và Swift và điều hành sản xuất bởi cô và Todrick Hall. Video có một số lượng lớn khách mời nổi tiếng, nhiều người trong số họ thuộc cộng đồng LGBT. Với thứ tự xuất hiện lần lượt là vũ công Dexter Mayfield, Youtuber Hannah Hart, diễn viên nữ Laverne Cox, người mẫu Chester Lockhart, nghệ sĩ giải trí Todrick Hall, ca sĩ Hayley Kiyoko, diễn viên Jesse Tyler Ferguson, luật sư Justin Mikita, ca sĩ Ciara, diễn viên của loạt phim Netflix Queen Eyes' Fab Five ("Tan" France, Bobby Berk, Karamo Brown, San Antonio Porowski, Jonathan Van Ness), trượt băng nghệ thuật Adam Rippon, ca sĩ Adam Lambert, nhân vật truyền hình Ellen DeGeneres, nghệ sĩ Billy Porter, nghệ sĩ RuPaul, ca sĩ Katy Perry và nam diễn viên Ryan Reynold. Sự xuất hiện của Perry đóng vai trò chấm dứt mâu thuẫn của nhau dù đã tuyên bố làm hòa từ vài tháng trước. video được quay trên phim trường ở Santa Clarita, California.[44] Tính đến tháng 7 năm 2019, video âm nhạc đã thu hút được hơn 100 triệu lượt xem trên Youtube. Hiện tại MV đã bị cấm chiếu ở 30 quốc gia.

## Biểu diễn trực tiếp
Swift đã trình diễn bài hát trực tiếp lần đầu tiên tại Amazon Prime Day Concert 2019, MTV Video Music Award 2019 và nhiều concert và lễ trao giải khác ở Mỹ lẫn những quốc gia khác như Trung Quốc

## Thực hiện
- Taylor Swift - giọng ca, nhạc sĩ, nhà sản xuất
- Joel Little - nhà sản xuất, nhạc sĩ, lập trình viên trống, bàn phím, kỹ sư thu âm, nhân viên phòng thu
- Serban Ghenea - máy trộn, nhân viên phòng thu
- John Hanes - kỹ sư pha chế, nhân viên phòng thu

## Xếp hạng
| Bảng xếp hạng (2019)                      | Vị trí cao nhất |
| ----------------------------------------- | --------------- |
| Argentina (Argentina Hot 100)             | 71              |
| Argentina Anglo (Monitor Latino)          | 13              |
| Úc (ARIA)                                 | 3               |
| Áo (Ö3 Austria Top 40)                    | 21              |
| Bỉ (Ultratip Flanders)                    | 2               |
| Bỉ (Ultratip Wallonia)                    | 18              |
| Canada (Canadian Hot 100)                 | 4               |
| Canada AC (Billboard)                     | 46              |
| Canada CHR/Top 40 (Billboard)             | 27              |
| Canada Hot AC (Billboard)                 | 25              |
| Trung Quốc China Airplay/FL (Billboard)   | 2               |
| Croatia (HRT)                             | 54              |
| Cộng hòa Séc (Singles Digitál Top 100)    | 8               |
| Estonia (Eesti Ekspress)                  | 8               |
| Euro Digital Songs (Billboard)            | 3               |
| Pháp (SNEP)                               | 154             |
| Đức (GfK)                                 | 36              |
| Hy Lạp (IFPI)                             | 6               |
| Hungary (Single Top 40)                   | 3               |
| Hungary (Stream Top 40)                   | 8               |
| Ireland (IRMA)                            | 5               |
| Italy (FIMI)                              | 69              |
| Nhật Bản (Japan Hot 100)                  | 23              |
| Malaysia (RIM)                            | 3               |
| Hà Lan (Dutch Top 40)                     | 26              |
| Hà Lan (Single Top 100)                   | 28              |
| New Zealand (Recorded Music NZ)           | 5               |
| Nicaragua (Monitor Latino)                | 14              |
| Na Uy (VG-lista)                          | 22              |
| Bồ Đào Nha (AFP)                          | 27              |
| Scotland (OCC)                            | 1               |
| Slovakia (Singles Digitál Top 100)        | 8               |
| Tây Ban Nha (PROMUSICAE)                  | 63              |
| Thụy Điển (Sverigetopplistan)             | 35              |
| Thụy Sĩ (Schweizer Hitparade)             | 22              |
| Anh Quốc (OCC)                            | 5               |
| Hoa Kỳ Billboard Hot 100                  | 2               |
| Hoa Kỳ Adult Contemporary (Billboard)     | 26              |
| Hoa Kỳ Adult Pop Airplay (Billboard)      | 15              |
| Hoa Kỳ Dance/Mix Show Airplay (Billboard) | 16              |
| Hoa Kỳ Pop Airplay (Billboard)            | 12              |
| Hoa Kỳ Rolling Stone Top 100              | 3               |

## Lịch sử phát hành
| Khu vực        | Ngày             | Định dạng                 | Hãng đĩa   | CT     |
| -------------- | ---------------- | ------------------------- | ---------- | ------ |
| Nhiều quốc gia | 14 tháng 6, 2019 | Tải kỹ thuật số streaming | Republic   | [ 47 ] |
| Liên hiệp Anh  | 14 tháng 6, 2019 | radio đương đại           | Virgin EMI | [ 48 ] |
| Hoa Kỳ         | 18 tháng 6, 2019 | Top 40 radio              | Republic   | [ 49 ] |